# Meningokokken
Meningokokken (Neisseria meningitidis, früher Meningococcus meningitis) sind gramnegative intrazelluläre Bakterien, die als Diplokokken auftreten. Sie besiedeln beim Menschen den Nasenrachenraum und können schwere Krankheiten auslösen, vor allem eine gefährliche Hirnhautentzündung (Meningitis). Etwa zehn Prozent der europäischen Bevölkerung tragen diese Bakterien im Nasenrachenraum, ohne dabei Krankheitsanzeichen zu entwickeln.

## Merkmale
Meningokokken sind Bakterien der Art Neisseria meningitidis, die zu den aerob und fakultativ anaerob wachsenden, gramnegativen Kokken gehört. Die Bakterien können sich durch die Hochregulation von nitrat- statt sauerstoffabhängigen Enzymen ihres Zuckerstoffwechsels an die anaeroben Verhältnisse im infizierten Gewebe anpassen. In flüssigen Nährmedien (sowie auch in der Gehirn- und Rückenmarksflüssigkeit) lagern sich die Bakterien in Pärchen zusammen (Diplokokken), bei denen die Längsachsen der beiden Bakterien nebeneinander gelagert sind. Die Enden der Bakterien sind dabei abgerundet, sodass ein einzelnes Bakterium an eine Kaffeebohne, ein Pärchen jeweils entfernt an ein Brötchen erinnert (daher die Beschreibung als semmelförmige gramnegative Diplokokken). Bei einer durch diese Bakterien ausgelösten Meningitis findet man in der Gehirn- und Rückenmarksflüssigkeit (Liquor cerebrospinalis) zusätzlich fast immer zahlreiche weiße Blutkörperchen (Granulozyten).
Meningokokken wurden erstmals 1887 durch Anton Weichselbaum kultiviert (aus Patienten mit einer Meningitis). Sie wachsen im Labor auf reichhaltigen Nährböden wie z. B. Kochblutagar oder Columbia-Blutagar sowie aufgrund ihrer Resistenz gegen Colistin auch auf Spezialnährböden zur Anzucht von pathogenen Neisserienarten wie z. B. Thayer-Martin-Agar. Am besten gelingt die Kultur in einer Atmosphäre, die einen erhöhten Kohlendioxid-Gehalt (ca. 5–10 %) aufweist. Die Kolonien sind nach 24 Stunden Wachstum klein (ca. 1 mm Durchmesser), glatt, rund und von gräulicher Farbe. Sie bilden Cytochrom-c-Oxidase und reagieren daher im Oxidase-Test positiv. In der Literatur sind auch flüssige Nährmedien beschrieben.
Innerhalb der Art Neisseria meningitidis sind aufgrund der Zusammensetzung der Kapselpolysaccharide 12 verschiedene Serogruppen bekannt: A, B, C, E (ehemals 29E), H, I, K, L, W (ehemals W-135), X, Y und Z. Die ehemalige Gruppe D hat sich als unbekapselte Variante der Gruppe C herausgestellt. Bei Erkrankten werden in der Regel nur die Serogruppen A (vor allem im afrikanischen „Meningitisgürtel“), B, C, W, Y und selten auch X (ebenfalls vorwiegend in Afrika) nachgewiesen. Bei Meningokokken-Infektionen in Deutschland tritt am häufigsten die Serogruppe B auf, gefolgt von C. Die Serogruppen unterscheiden sich in ihrer Oberflächenstruktur, welche unter anderem aus speziellen Zuckermolekülen besteht. Diese und andere Moleküle bilden eine dicke Kapsel um die Bakterien, die diese vor den Angriffen des Immunsystems schützt. Durch molekulare Feintypisierung der variablen Regionen äußerer Membranproteine (Porine PorA und FetA bzw. PorB) lassen sich Meningokokken ferner in Serosubtypen mit unterschiedlichen Virulenzeigenschaften klassifizieren (z. B. B:P1.7–2,4:F1–5).

## Übertragungswege
Meningokokken werden durch Tröpfcheninfektion von Mensch zu Mensch beispielsweise beim Anhusten, Niesen oder Küssen übertragen. Begünstigt wird dies durch enge Unterkünfte oder Kindergärten bzw. Schulen. Sie heften sich mithilfe kleiner Fortsätze (Pili) an die Schleimhäute des Nasenrachenraumes, wo sie wochen- oder monatelang bleiben können. Häufig verläuft die Besiedelung asymptomatisch. Vor allem, wenn das Immunsystem geschwächt ist, etwa durch andere Infektionen, und abhängig vom Virulenzfaktor vermehren sich die Bakterien, durchdringen die Schleimhäute (Mukosabarriere) und lösen Hirnhautentzündungen und Blutvergiftungen aus. Hierbei wirkt die Bekapselung einer Opsonisierung und Phagozytose des Immunsystems entgegen. Wenn die Bakterien im Blutstrom zirkulieren, ist die Milz an der Entfernung beteiligt. Daher besteht die Gefahr für Patienten mit eingeschränkter Milzfunktion, dass eine invasive Meningokokken-Infektion schwerer verläuft.
Der Mensch ist das einzige Erregerreservoir für Meningokokken.

## Epidemiologie
Weltweit werden mehr als 90 Prozent der Meningokokken-Infektionen durch bestimmte Serotypen, Typ A, B, C, W und Y, hervorgerufen. In Deutschland wurden vor 2004 etwa 700 bis 800 invasive Meningokokken-Erkrankungen jährlich registriert. Einige Fälle werden von Reisenden aus dem europäischen Ausland eingeschleppt. Die Inzidenz ist seit 2004 rückläufig: Sie sank auf jährlich 0,4 pro 100.000 Einwohnern (Stand 2014). Einer weiteren Reduktion der Zahl invasiver Meningokokken-Fälle von 2019 (257) auf 2020 (138) wird vor allem den COVID-19-Schutzmaßnahmen zugeschrieben. Etwa 60 Prozent werden durch den Serotyp B verursacht, gefolgt von den Serotypen C, W und Y. Der Anteil der Erkrankungen vom Serotyp C, insbesondere bei Kleinkindern, ist seit Einführung der Meningokokken-C-Impfung zurückgegangen: 2006 wurden 137 Krankheitsfälle gemeldet, 2010 dann 76, 2015 noch 41 und 2019 schließlich 27 Erkrankungen. 2021 wurden 74 Fälle gezählt, 2022 waren es 127.
Kinder unter vier Jahren sind besonders häufig betroffen und machen 40 Prozent aller Patienten aus. Mit Abstand am häufigsten sind Säuglinge im ersten Lebensjahr betroffen. Auch heute noch sterben etwa zehn Prozent der Patienten. Insgesamt liegt die Letalität bei etwa 8–10 %.
Im Jahr 2012 wurde in der Gruppe der Männer, die Sex mit Männern haben, erstmals ein erhöhtes Infektionsrisiko in Metropolen wie New York und Berlin festgestellt. Verschiedene Ausbrüche unter anderem in Deutschland legen zudem nahe, dass Meningokokken sexuell übertragbar sein könnten.
Epidemische Häufungen werden in gemäßigten Zonen im späten Winter bzw. frühen Frühling verzeichnet. Dies lässt darauf schließen, dass eine geringe Luftfeuchtigkeit eine Infektion begünstigt. Epidemien werden von November bis Mai gehäuft auch in Indien, vor allem Nordindien, und Nepal beobachtet.
Auch bei großen Menschenansammlungen können Meningokokken übertragen werden, so bei Rekruten in der Kaserne oder in College-Wohnheimen. Auch bei der jährlichen muslimischen Pilgerfahrt Haddsch nach Mekka in Saudi-Arabien sind wiederholt Ausbrüche beschrieben worden. Daher besteht für Mekka-Pilger inzwischen eine Impfpflicht.

### Afrikanischer Meningitis-Gürtel
Am Ende der Trockenzeit (März/April) kamen seit dem 19. Jahrhundert und bis 2010 Meningokokken-Epidemien überwiegend der Serogruppe A im afrikanischen „Meningitisgürtel“ vor. Dieser liegt in Afrika südlich der Sahara im Bereich der Trockensavanne und in südlichen Teilen der Sahelzone. Er reicht von Senegal und Gambia im Westen bis nach Äthiopien, Südsudan und ins nördliche Kenia im Osten.
In dem Meningitis-Gürtel wurden Erkrankungsraten von 100 bis 800/100.000 Einwohner pro Jahr beobachtet,, dies sind die höchsten Fallzahlen und höchsten Sterblichkeiten weltweit.
Die Epidemien traten alle fünf bis zwölf Jahre in der Trockenzeit zwischen Dezember und Mai auf, manchmal mehrjährig, und dehnten sich teilweise in Regionen südlich des Meningitis-Gürtels aus. Ursächlich war der Serotyp A. Die Epidemie 1996–1997 war der schwerste bekannte Ausbruch mit geschätzt 250.000 Erkrankten und 25.000 Todesfällen.
In der Folge entwickelte die WHO ein Forschungsprojekt, um einen Impfstoff zu entwickeln, in Zusammenarbeit unter anderem mit dem indischen Serum-Institut und mit finanzieller Unterstützung der Bill-und-Melinda-Gates-Stiftung. Der monovalente nur gegen Serotyp A gerichtete Impfstoff „MenAfriVac“ kostet etwa 0,50 US-Dollar und wurde zwischen 2010 und 2023 in über 26 afrikanischen Ländern vorwiegend des Meningitis-Gürtels eingesetzt und über 332 Millionen Personen konnten geimpft werden. Seither kam es nicht mehr zu einem großen Meningitis-Ausbruch in diesem Bereich, Serotyp A konnte praktisch eliminiert werden. Allerdings besteht weiterhin eine hohe endemische Häufigkeit an Meningitis-Fällen durch die Serogruppen C, W und X, weshalb neue Impfstoffe gegen vier bis fünf Serogruppen entwickelt werden. Im April 2024 stellte die WHO den neuen Impfstoff Men5CV (MenFive) vor, der gegen die Serogruppen A, C, W, X und Y schützen soll.

### „Towards a world free of meningitis“
Auf der Weltgesundheitsversammlung im November 2020, der Vollversammlung der WHO, wurde eine Vision für 2030 erarbeitet, hin „zu einer Meningitis-freien Welt“, und eine „Defeating Meningitis by 2030 global road map“, ein weltweites Programm zur Eliminierung der bakteriellen Meningitis bis 2030 verabschiedet. Dieses Programm hat drei konkrete Ziele: Ausbrüche/Epidemien bakterieller Meningitiden, also v. a. durch Meningokokken, sollen eliminiert werden, die Anzahl der Meningitis-Fälle, die durch Impfung verhinderbar wären, um 50 % reduziert werden, und die Zahl der impfpräventablen Todesfälle um 70 % reduziert werden. Außerdem sollen die Schwere und Häufigkeit verbleibender Behinderungen reduziert und die Lebensqualität der Personen, die eine Meningitis überlebt haben, verbessert werden.

## Krankheitsbild (Symptome)

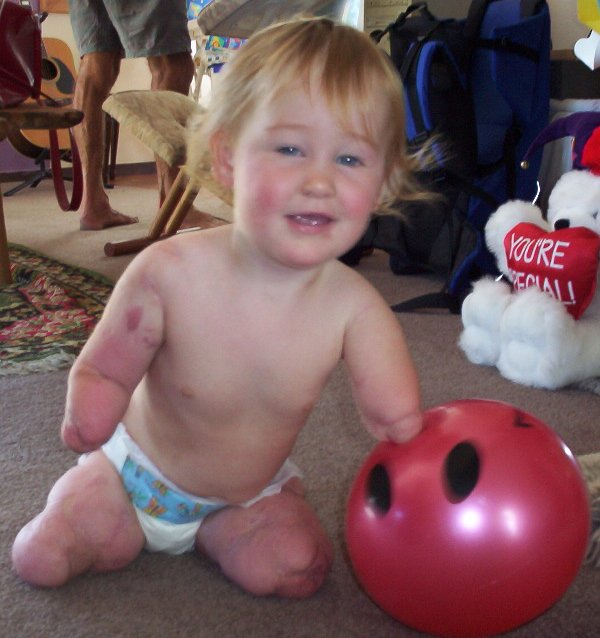
Charlotte Cleverley-Bisman, ein neuseeländisches Kind, das im Alter von sieben Monaten eine Meningokokken-Infektion überlebte, dem aber alle vier Extremitäten teilweise amputiert werden mussten

Die Inkubationszeit beträgt in der Regel 3–4 Tage, kürzere und längere Inkubationszeiten (2–10 Tage) werden ebenfalls beobachtet.
Das Spektrum der Erkrankung reicht von leichten Verläufen mit spontaner Abheilung bis hin zu einem hochakuten Ausbruch, der trotz Behandlung in wenigen Stunden zum Tod führt. Bezeichnend für eine Entzündung der Hirnhäute (Pia mater und Arachnoidea) ist die sogenannte Meningokokkenmeningitis, genannt auch Meningitis cerebrospinalis epidemica und übertragbare Genickstarre, deren Erstbeschreibung im 19. Jahrhundert auf Franz von Rinecker zurückgeht. Sie beginnt mit starkem Krankheitsgefühl wie Abgeschlagenheit, hohem Fieber, Übelkeit und Erbrechen, Schüttelfrost, Gelenk- und Muskelschmerzen, Krämpfen oder Bewusstseinsstörungen. Als typisches Zeichen einer Hirnhautentzündung tritt die Nackensteifigkeit auf; diese bewirkt dann das sogenannte Kissenbohren: wenn der Patient liegt, zeigt sich ein überstrecktes Hohlkreuz und der Kopf drückt sich in das Kissen (Opisthotonus). Ungefähr die Hälfte der Patienten hat Petechien wegen der hämatogenen Erregerstreuung (Bakteriämie oder Sepsis).
Bei Säuglingen kann neben dem fast immer auftretenden Fieber die Symptomatik zunächst wenig eindeutig sein: Apathie oder Unruhe, Nahrungsverweigerung und Berührungsempfindlichkeit. Lichtempfindlichkeit ist ein mögliches Begleitsymptom.
Bewusstseinstrübung, punktförmige Hautblutungen und Kreislaufkollaps sind Hinweise auf einen lebensbedrohenden Krankheitsverlauf (Waterhouse-Friderichsen-Syndrom). In schweren Fällen tritt der Tod schon innerhalb weniger Stunden ein.
Treten die Bakterien in die Blutbahn über und überschwemmen den Körper mit ihren Giftstoffen, spricht man von einer Sepsis. Sie ist lebensbedrohlich. Bei schnellem Verlauf hin zur Sepsis müssen die „meningitischen“ Symptome nicht auftreten; die Schock- und toxisch bedingten Symptome stehen dann im Vordergrund. Bei nicht zeitnaher Behandlung kann es durch die Sepsis zum Verlust von Gliedmaßen kommen.
Entscheidend ist eine möglichst frühe Behandlung mit Antibiotika. Trotz Behandlung können Komplikationen und Spätfolgen wie Hörverlust, Blindheit, Lähmungen oder Krampfleiden auftreten und für jeden zehnten Patienten kommt jede Hilfe zu spät. Deshalb ist die vorbeugende Schutzimpfung für gefährdete Personen (beispielsweise aufgrund eines angeborenen oder erworbenen Immundefekts) besonders wichtig.
Enge Kontaktpersonen von Patienten mit einer invasiven Meningokokken-Infektion (IME) sollten eine vorbeugende Therapie mit einem Antibiotikum (etwa Rifampicin) sowie eine postexpositionelle Impfung erhalten, sofern sie über keinen aktuellen Impfschutz gegen die entsprechende Serogruppe verfügen.

## Therapie
Sind Meningokokken als Erreger nachgewiesen worden, ist das Antibiotikum der Wahl ein Cephalosporin der 3. Generation (Ceftriaxon). Der Vorteil von Ceftriaxon ist das Erfassen weiterer bakterieller Meningitiserreger. Wichtig ist das frühzeitige Therapieren. Daher ist es in der Praxis üblich, bei Verdacht auf eine eitrige Meningitis sofort, noch vor dem Erregernachweis, Cephalosporine der 3. Generation zu verabreichen; zusätzlich ist die Gabe von Ampicillin zu erwägen, um auch eine Listerien-Meningitis antibiotisch abzudecken.

## Chemoprophylaxe
Um bei Kontaktpersonen von Infizierten einer Erkrankung mit Meningokokken vorzubeugen, wird eine Chemoprophylaxe empfohlen. Die Prophylaxe ist indiziert, falls der Kontakt in den letzten sieben Tagen vor der Erkrankung stattgefunden hat. Die Behandlung sollte möglichst bald nach der Diagnosestellung beim Indexfall erfolgen, ist aber bis zu 10 Tage nach der letzten Exposition sinnvoll. Hierbei einsetzbare Chemotherapeutika sind Rifampicin und dessen Alternativen Ciprofloxacin, Ceftriaxon sowie Azithromycin. Auch der Erkrankte sollte, wenn er zur Behandlung nicht ein Cephalosporin der dritten Generation intravenös erhalten hatte, nach Abschluss seiner Therapie eine Prophylaxe mit Rifampicin erhalten.

## Impfung (Immunprophylaxe)
Erste Versuche der Impfstoffherstellung wurden Beginn des 20. Jahrhunderts mit abgetöteten Zellen des Erregers unternommen. Zwischen 1900 und 1940 gab es zwar viele Studien zur Wirksamkeit, diese waren aber von schlechter Qualität, was die Aussagekraft erheblich gesenkt hatte. Durch die Entdeckung von Antibiotika wurde die Entwicklung geeigneter Impfstoffe zunächst zurückgestellt. Das Auftreten erster Sulfonamid-resistenter Stämme in den 1960er-Jahren stellte gerade für Militärrekruten während des Vietnamkrieges ein ernstzunehmendes Problem dar, was die Impfstoffentwicklung wieder bestärkte. Ende der 1960er Jahre konnte durch die Arbeiten von Emil C. Gotschlich und Mitarbeitern Polysaccharide aus N. meningitidis isoliert und gereinigt werden, die sicher und ausreichend immunogen waren. Aufgrund gewisser Limitationen der Polysaccharid-Impfstoffe (z. B. fehlende T-Zell-abhängige Immunantwort, keinen Einfluss auf den Trägerstatus der entsprechenden Meningokokkenserogruppen im Nasen-Rachen-Raum) wurde aufgrund der guten Erfahrungen von Hib-Impfstoffen ebenfalls an Konjugatimpfstoffen für Meningokokken geforscht. Dies mündete 1999, auch auf Druck der Öffentlichkeit, in der Zulassung eines ersten, monovalenten Konjugatimpfstoffes gegen Meningokokken der Gruppe C in Großbritannien auf Grundlage von Immunogentiäts- und Verträglichkeitsdaten – ein Wirksamkeitsnachweis war vorher nicht erfolgt.
Zur Vorbeugung einer Meningokokkeninfektion, etwa vor einer geplanten Milzentfernung, stehen Konjugatimpfstoffe gegen den Serotyp C zur Verfügung, der beispielsweise in England, Spanien oder auch in einigen Regionen Deutschlands gehäuft auftritt, zudem gegen die Typen A, W und Y. Außerdem wurden ab 2013 erste Impfstoffe gegen N. meningitidis der Gruppe B in Europa zugelassen. In Kuba wurde bereits 1988 ein Impfstoff gegen die Gruppe B eingesetzt. Auch in Neuseeland gab es ab 2004 einen Impfstoff (MeNZB) gegen einen speziellen Erregertyp der Gruppe B, der damals nur dort vorgekommen ist; der Impfstoff wird heute nicht mehr hergestellt.
Die Impfung ist die zuverlässigste Maßnahme zur Prävention invasiver Meningokokkeninfektionen.

### Polysaccharid-Impfstoffe
Bei Polysaccharid-Impfstoffen verwendet man gereinigte, gruppenspezifische Kapselpolysaccharide (PS), damit Teile der Bakterienhülle. Bei den früher erhältlichen Polysaccharid-Impfstoffen wurde ein Schutz gegen die Serotypen A und C (AC-Impfstoff, etwa Meningokokken-Impfstoff A+C Mérieux, nicht mehr vermarktet) bzw. gegen die Serotypen A, C, W und Y (etwa der ehemalige Impfstoff Mencevax ACWY, dessen Vermarktung 2013 endete und nicht mehr ausgeliefert wird) aufgebaut. Zwar stimulieren PS der Gruppe A im Gegensatz zu den PS der Gruppen C, W und Y im Säuglingsalter bereits das T-Zell-Immunsystem, sodass nach einmaliger Gabe IgG-Antikörper gebildet werden. Jedoch erreichen die Serumantikörper selbst nach Booster nach einem Jahr wieder die Ausgangswerte vor der Impfung. Zudem hat man bei einer Impfung unter zwei Jahren mit PS der Gruppe C beobachtet, dass sich eine anhaltende, einen Boostereffekt inhibierende Immuntoleranz bildet. Daher schützen beide Polysaccharid-Impfstoffe am besten ab einem Alter von zwei Jahren, da erst ab diesem Alter eine T-zellunabhängige B-Zellaktivierung möglich ist. Die altersabhängige Wirksamkeit der Impfung gegenüber Gruppe-C-Infektionen wurde aufgrund eines Meningokokkenausbruchs in Quebec ermittelt: Sie beträgt 41 % bei Kindern von 2–9 Jahren, 75 % bei Kindern von 10–14 Jahren und 83 % bei Kindern und jungen Erwachsenen von 15–20 Jahren.
Polysaccharid-Impfstoffe werden unter die Haut gespritzt. Der Impfschutz hält mindestens drei Jahre. Für Erwachsene und Kinder genügt eine einmalige Injektion. Der AC-Impfstoff kann ab einem Alter von 18 Monaten eingesetzt werden. Der ACWY-Impfstoff ist ab zwei Jahren wirksam. Bei jüngeren Kindern ist ein Schutz gegen die Gruppen C, W und Y nicht gesichert und der Impfschutz hält höchstens zwei Jahre an. Um einen besseren Impfschutz zu erreichen, können Kinder unter zwei Jahren im Abstand von drei Monaten auch ein zweites Mal geimpft werden. Die Schutzwirkung der Impfung setzt etwa nach zwei Wochen ein. Bei bestehendem Infektionsrisiko ist nach drei Jahren eine Wiederholungsimpfung ratsam.
Polysaccharid-Impfstoffe wurden größtenteils durch Konjugatimpfstoffe ersetzt.

### Konjugatimpfstoffe
Speziell für Kinder im Alter zwischen zwei Monaten und zwei Jahren sind sogenannte Konjugatimpfstoffe entwickelt worden. Sie können bei Bedarf aber auch bei älteren Kindern, Jugendlichen oder Erwachsenen eingesetzt werden. Bei einem Konjugatimpfstoff sind die Teile der Bakterienhülle zusätzlich an ein Eiweiß (Protein) gebunden, wodurch eine bessere T-Zell-abhängige Immunantwort erzielt wird. Die Kapselantigene können beispielsweise an der ungiftigen Variante des Diphtherietoxins CRM197 aus Corynebacterium diphtheriae (z. B. bei Menveo) oder an ein Tetanustoxoid-Trägerprotein konjugiert sein (z. B. bei Nimenrix).
In Deutschland sind drei C-Konjugatimpfstoffe ab dem Alter von 2 Monaten zugelassen: Meningitec, Menjugate und NeisVac-C. Sie schützen vor Infektionen mit Meningokokken des Serotyps C, der in Deutschland etwa jede fünfte Erkrankung verursacht. Die Impfung mit solchen Konjugatimpfstoffen kann bei Bedarf ab dem dritten Lebensjahr mit einem Polysaccharidimpfstoff ergänzt werden. Als Adjuvans enthalten C-Konjugatimpfstoffe Aluminiumhydroxid. Die Wirksamkeit der Impfung wurde anhand von Fall-Kontrollstudien in Großbritannien ermittelt, das als erstes Land ein nationales Impfprogramm gegen Meningokokken 1999 initiiert hatte. Für Kinder im Alter von 1–2 Jahren und Jugendlichen im Alter von 15–17 Jahren wurde eine Wirksamkeit von 92 % bzw. 97 % ermittelt. Dies erklärt auch den schnellen und signifikanten Rückgang invasiver Meningokokkeninfektionen der Gruppe C. Epidemiologische Beobachtungsstudien anderer Länder bestätigten die hohe Wirksamkeit des Konjugatimpfstoffes. Zudem reduzieren Konjugatimpfstoffe auch die entsprechenden Meningokokkenserogruppen im Nasen-Rachen-Raum.
Im Oktober 2010 wurde in Europa ein tetravalenter Konjugatimpfstoff gegen A, C, W und Y (Menveo) zugelassen, ursprünglich für 11- bis 55-Jährige, ab 2011 auch für 2- bis 10-jährige Kinder. 2012 folgte ein zweiter tetravalenter Konjugatimpfstoff, Nimenrix, ab einem Alter von 6 Wochen. Diese beiden Impfstoffe sind nicht nur früher als der entsprechende Polysaccharidimpfstoff einsetzbar, sondern zudem auch auffrischbar, da hier – im Gegensatz zu Polysaccharidimpfstoffen – ein immunologisches Gedächtnis gebildet wird. Zudem erlaubt die T-Zellhilfe einen Klassenwechsel, sodass auch IgA gebildet werden kann (Polysaccharidimpfstoffe nur IgM) und damit der Trägerstatus vermindert werden sollte. Sie weisen damit eine bessere Immunogenität auf.
Seit dem Januar 2013 ist in Europa ein wirksamer rekombinanter Adsorbatimpfstoff (Bexsero) gegen den Serotyp B zugelassen. Er basiert nicht auf Kapsel-Antigenen wie bei den Serotypen A, C, W und Y, da die Kapsel des Serotyps B dem menschlichen neuronalen Zelladhäsionsprotein 1 (NCAM-1) ähnelt, sondern auf vier immunogenen Oberflächenantigenen („4CMenB“ bzw. „MenB-4C“). Diese wurde durch sogenannte reverse Vakzinologie entwickelt (umgekehrte Impfstoffentwicklung). Hierbei wurden besonders immunogene, potenzielle Oberflächenproteinantigene mit Hilfe einer Computeranalyse des N.-meningitidis-Genoms identifiziert, anschließend exprimiert und dann Mäusen immunisiert: Es sind das Faktor-H-Bindungsprotein fHbp („factor H binding protein“), das Neisseria Adhäsin A NadA („Neisserial adhesin A“), das Neisseria-Heparin-Bindungsantigen NHBA („Neisserial Heparin Binding Antigen“) sowie das PorA-Protein („Porin A P1.4“). Die Oberflächenproteine werden vom Großteil aller zirkulierenden MenB-Stämmen exprimiert (beziehungsweise wenigstens zu einem ausreichenden Grad). Als Adjuvans wird Aluminiumhydroxid verwendet. Bexsero ist für die aktive Immunisierung im Alter ab 2 Monaten und älter gegen invasive Meningokokken-Erkrankungen indiziert. Die Impfung schützt aber nicht vor einer asymptomatischen Besiedlung des Nasen-Rachenraumes; es liegen noch keine Daten über die Dauer des Schutzes vor.
Ebenfalls zugelassen gegen N. meningitidis der Gruppe B ist Trumenba („rLP2086“) für Personen ab einem Alter von 10 Jahren. Die fHbp-Komponenten sind lipidiert, da die Antigene in dieser Form zu einer verbesserten Immunantwort geführt hatten. fHbp ist an Aluminiumphosphat adsorbiert.
In Nigeria ist außerdem der pentavalente Impfstoff Men5CV verfügbar, der sich gegen die Serotypen A, C, W, X und Y richtet.

### Impfempfehlungen
Die Ständige Impfkommission (STIKO) empfiehlt seit 2006 die einmalige Impfung gegen Meningokokken der Serogruppe C mit dem C-Konjugat-Impfstoff standardmäßig für alle Kinder ab 12 Monate (Beginn des 2. Lebensjahres). Dabei werden die Reduzierung der Morbidität invasiver Meningokokken-Erkrankungen durch diese Serogruppe und der resultierenden Folgen wie Hospitalisierung, schwere Komplikationen, Behinderung und Tod als primäres Ziel angesehen. Für noch nicht geimpfte Kinder und Jugendliche wird das Nachholen der Impfung bis zum 18. Lebensjahr empfohlen. 2011 betrug die Impfquote von Kleinkindern etwa 80 %, diese stieg 2017 auf fast 90 %.
Allen Säuglingen ab dem Alter von zwei Monaten wird seit 2024 eine Standardimpfung mit dem Meningokokken-B-Impfstoff Bexsero empfohlen, die Impfung soll bei Kleinkindern bis zum 5. Geburtstag nachgeholt werden. Das Erkrankungsrisiko ist im ersten Lebensjahr am höchsten, während die Neuerkrankungsrate der MenB-Erkrankungen bei 5- bis 19-Jährigen signifikant niedriger als bei Säuglingen ist – daher spricht das RKI für Kinder ab 5 Jahren keine Impfempfehlung aus. Die Impfung kann parallel zu anderen geplanten Impfungen (z. B. Impfung mit dem hexavalenten Impfstoff) erfolgen, eine solche Koadministration beeinträchtigt nicht die Wirksamkeit, kann aber stärkere Impfreaktionen hervorrufen. Bei Kindern unter zwei Jahren wird aufgrund der Reaktogenität des Meningokokken-B-Impfstoffes parallel oder kurz nach der Impfung eine Gabe von Paracetamol empfohlen, abhängig von Gewicht und Alter des Kindes.
Außerdem empfiehlt die STIKO die Immunisierung mit einem Meningokokken-ACWY-Konjugatimpfstoff sowie – falls im Säuglings- bzw. Kleinkindalter noch nicht erfolgt – mit einem Meningokokken-B-Impfstoff für alle Risikogruppen. Dazu zählen neben beruflich exponierten Personen (etwa Laborpersonal) insbesondere Menschen mit angeborener oder erworbener Immunschwäche. Diese erkranken durchschnittlich häufiger an Infektionskrankheiten und erleiden öfter einen schweren Verlauf. Da der Impfschutz gegen alle Meningokokken-Serogruppen mittels Totimpfstoffen erzeugt wird, besteht in der Regel kein erhöhtes Risiko für Komplikationen bei immungeschwächten Personen.
Ursachen für die Immunschwäche können unter anderem sein:
- Primäre oder erworbene Immundefekte, z. B. DiGeorge-Syndrom, Common Variable Immunodeficiency (CVID), Hypogammaglobulinämie, Defekte des Toll-like Rezeptor Signalwegs, HIV-Infektion, AIDS, Komplement-/Properdin-Defizienz, Asplenie[11][22]
- Autoimmunerkrankungen wie Erkrankungen des rheumatischen Formenkreises und chronisch-entzündliche Darmerkrankungen[22][43]
- Immunmodulatorische Therapie, z. B. Behandlung mit C5-Komplement-Inhibitoren oder Therapie bei Psoriasis oder onkologischer Erkrankungen; mindestens 2 Wochen vor Beginn einer medikamentös hervorgerufenen Immunsuppression sollte der Impfschutz aktualisiert und bei längerfristiger Behandlung alle fünf Jahre aufgefrischt werden.[22][43][45]
- Transplantation: Es wird ein erhöhtes Risiko für invasive Meningokokken-Erkrankungen (IME) nach Gewebe- oder Organtransplantationen angenommen, weshalb vor der Operation ein Impfschutz aufgebaut und anschließend alle fünf Jahre aufgefrischt werden sollte.[45]
- Hämodialyse als Nierenersatzverfahren: Die amerikanischen Centers for Disease Control and Prevention (CDC) empfehlen die Impfung für Erwachsene unter einer Dialyse-Behandlung, wenn zusätzliche Risikofaktoren vorliegen.[46]

Auch Reisende in Gebiete, in denen Meningokokken-Infektionen häufig auftreten, tragen ein erhöhtes Infektionsrisiko, wenn sie sich dort länger aufhalten oder engen Kontakt zur Bevölkerung haben. Schließlich sollten Säuglinge, Kinder oder Jugendliche bei Vorliegen eines erhöhten Risikos für invasive Meningokokken-Erkrankungen entsprechend geimpft werden. Der Berliner Impfbeirat empfiehlt seit Juli 2013 Männern, die Sex mit Männern haben (MSM), sich mit einem Impfstoff impfen zu lassen, der eine Komponente gegen Meningokokken der Gruppe C enthält und für Erwachsene zugelassen ist. Anlass für die Impfempfehlung sind gehäufte Erkrankungsausbrüche im MSM-Kreis mit schweren, auch tödlichen Verläufen, wie sie jüngst auch aus New York, Paris und Berlin beschrieben wurden.
Saudi-Arabien verlangt während der Mekka-Wallfahrten von Pilgern und Besuchern eine aktuelle Impfbescheinigung. Die Impfung muss mindestens zehn Tage vor der Einreise erfolgen. Konjugatimpfstoffe haben eine Gültigkeit von fünf Jahren, bei fehlender Angabe des Impfstofftyps oder Verwendung des Polysaccharidimpfstoffs beträgt die Gültigkeit drei Jahre. Pflicht ist ein tetravalenter Impfstoff A,C,W,Y.
Ein Schutz wird nur gegen die jeweils genannten Serogruppen aufgebaut. Falls mit Bexsero geimpft wird, soll dies mit einem 2+1-Impfschema erfolgen: Für die Grundimmunisierung erhalten Kinder im Alter von 2, 4 und 12 Monaten je eine Impfstoffdosis. Bei Nachholimpfungen erhalten 12–23 Monate alte Kinder zwei Impfungen (Mindestabstand 2 Monate), die dritte Dosis erfolgt schließlich 12–23 Monate nach der letzten Dosis. Bei Kindern ab 24 Monaten und Erwachsenen soll nur zwei Mal mit einem Mindestabstand von einem Monat geimpft werden, für Erwachsene über 50 Jahren liegen noch keine Daten vor. Bei der Grundimmunisierung mit Trumenba werden Kinder über 10 Jahren zweimal geimpft (Mindestabstand 6 Monate); alternativ erhalten diese drei Impfstoffdosen (erster Mindestabstand 1 Monat, dann 4 Monate). Die Meningokokken-Impfung kann meistens gleichzeitig mit anderen Schutzimpfungen vorgenommen werden.

### Nebenwirkungen
Bei den Polysaccharid- und Konjugatimpfstoffen werden ähnliche Nebenwirkungen beobachtet wie bei den Standardimpfungen anderer Totimpfstoffe, daher treten lokale Reaktionen, Fieber und andere unspezifische, systemische Nebenwirkungen ähnlich häufig auf.
Nach der Impfung mit Konjugatimpfstoffen bei Säuglingen und Kleinkindern wurde häufig bis sehr häufig von geringgradigen Rötungen und Schwellungen an der Impfstelle sowie von Fieber (≥ 38 °C) berichtet. Es wird empfohlen, nach der Impfung die Temperatur zu überwachen, bevor es zu einem Fieberkrampf (> 39,5 °C) kommen kann. Ferner traten Symptome wie Reizbarkeit, Schläfrigkeit oder Appetitlosigkeit auf. In Zulassungsstudien wurden bei Jugendlichen, die den tetravalenten Konjugat- oder den Polysaccharidimpfstoff erhalten hatten, Schmerzen an der Impfstelle (49–56 %) und Kopfschmerzen (37–49 %) beobachtet. Auch Muskelschmerzen können eine mögliche Folge sein.
Falls der Impfstoff gegen den Serotyp B zusammen mit dem Sechsfach- und dem Pneumokokkenimpfstoff verabreicht wird, wurden häufiger Nebenwirkungen – insbesondere Fieber, lokale Schmerzen sowie eine Schwellung und Rötung an der Einstichstelle – beobachtet. Dieses lässt sich prophylaktisch durch die Gabe von Paracetamol abmildern, ohne dass die Bildung von Antikörpern beeinträchtigt wird. Es wurden Millionen Kinder mit Bexsero parallel zu anderen Impfstoffen geimpft.
Insgesamt liegt eine gute Verträglichkeit bei Meningokokken-Impfstoffen vor.

## Meldepflicht
In Deutschland ist Meningokokken-Meningitis eine meldepflichtige Krankheit nach § 6 Absatz 1 Nummer 1 des Infektionsschutzgesetzes (IfSG). Die namentliche Meldepflicht besteht bei Verdacht, Erkrankung und Tod. Meldepflichtig sind hinsichtlich der Erkrankung die feststellenden Ärzte usw. (§ 8 IfSG). Zudem ist der direkte Nachweis von Neisseria meningitidis namentlich meldepflichtig nach § 7 IfSG. Die Meldepflicht gilt nur für den direkten Nachweis aus Liquor, Blut, hämorrhagischen Hautinfiltraten oder anderen normalerweise sterilen Substraten. Meldepflichtig sind hinsichtlich des Nachweises des Erregers die Labore usw. (§ 8 IfSG).
In der Schweiz ist der positive laboranalytische Befund von N. meningitidis für Laboratorien meldepflichtig und zwar nach dem Epidemiengesetz (EpG) in Verbindung mit der Epidemienverordnung und Anhang 3 der Verordnung des EDI über die Meldung von Beobachtungen übertragbarer Krankheiten des Menschen. Zudem ist eine invasive Meningokokken-Erkrankung meldepflichtig für Ärzte, Spitäler usw. Grundlage sind die soeben genannten Normen und Anhang 1 der genannten Verordnung des EDI. Meldekriterien sind klinischer Verdacht und Veranlassung einer erregerspezifischen Labordiagnostik.